# Olusoji Adetokunbo Fasuba
Olusoji Adetokunbo Fasuba (9 de juliol de 1984 -) és un atleta nigerià especialista en els 100 metres llisos. Fa 1 m 75 cm d'alçada i pesa 78 kg.
Fasuba fou un dels participants a l'equip guanyador de la medalla de bronze a la cursa de 4 x 100 m relleus dels Jocs Olímpics d'Atenes de 2004. El mateix any va guanyar els 100 m llisos al Campionat d'Àfrica d'Atletisme.
El 2006 va acabar cinquè en els 60 m del Campionat Mundial indoor de Moscou i segon als Jocs de la Commonwealth, a banda de revalidar el títol de campió africà en els 100 m. Va establir un nou rècord africà dels 100 m llisos amb 9"85 segons, superant per una centèsima l'anterior rècord de Frankie Fredericks.
Per les seves fites aconseguides, la Federació Nigeriana d'Atletisme el va escollir com el millor atleta de 2006.
El 2007 va acabar quart a la final dels 100 m del Mundial d'Osaka i fou finalista en la cursa dels relleus 4x100m.

## Millors marques
- 100 m. 9"85, Doha, 12 de maig de 2006
- 200 m. 20"52, Brussel·les, 3 de setembre de 2004